# كاتو مازاراكيون (أهيا)
كاتو مازاراكيون (Κάτω Μαζαράκιον) هي مدينة في أهيا في مقاطعة كينتريكي إلادا في اليونان.